# 리쥔펑 (1977년)
리쥔펑(중국어 간체자: 李俊锋, 병음: Lî Jùnfēng, 한자음: 이준봉, Patrick Li, 1977년 6월 17일 ~ )은 중국의 배우이다.